# Live Concert in Paris
Live Concert in Paris är ett livealbum av den svenska folkmusik-trion Pelle Björnlert, Johan Hedin och Erik Pekkari, utgivet 2012 på skivbolaget Buda Musique.
Albumet spelades in live på Théâtre de la Ville-Les Abbesses i Paris 2011.

## Låtlista
1. "Pisten" – 2:51
2. "Donats blårock" – 4:11
3. "Magdalenapolskan" – 2:56
4. "Blårocken" – 3:54
5. "Mejapolskan" – 3:01
6. "Brännvinspolskan" – 3:33
7. "Polka after Pelle Fors - vin, kvinnor och polka" – 2:44
8. "Dopvals" – 3:10
9. "Offerkasten" – 1:18
10. "Dufvas menuettpolska" – 3:27
11. "Donats glömda" – 3:22
12. "Johans vals" – 2:46
13. "Osabyengelska-irländsk polka" – 3:57
14. "Ena tocka däka" – 4:29
15. "Nittonbunda" – 4:47
16. "Tema" – 3:15
17. "Turturpolskan" – 4:14
18. "Mandapolskan" – 3:03

### Fotnoter
1. ↑  ”Live Concert in Paris”. Itunes. https://itunes.apple.com/us/album/live-concert-in-paris/id574619335. Läst 19 maj 2013.
2. ↑  ”Live Concert in Paris”. Buda Musique. Arkiverad från originalet den 27 september 2013. https://web.archive.org/web/20130927053756/http://www.budamusique.com/fr/572-bjornet-hedin-pekkari-.html. Läst 19 maj 2013.